# Projektionsbias
Der Projektionsbias beschreibt die menschliche Tendenz, aktuelle Vorlieben und Entscheidungen in die Zukunft zu übertragen, ohne dabei externe Einflüsse zu berücksichtigen. Dies kann dazu führen, dass Individuen ihre zukünftigen Bedürfnisse oder Einstellungen falsch einschätzen, da sie davon ausgehen, dass ihre aktuellen Präferenzen bestehen bleiben.
Forschungsergebnisse weisen darauf hin, dass der Projektionsbias verschiedene Entscheidungsprozesse beeinflussen kann. So wurde festgestellt, dass umweltfreundliche Entscheidungen vom Wetter abhängen können – an Tagen mit günstigen Bedingungen sind Menschen eher bereit, nachhaltige Maßnahmen wie Solaranlagen oder umweltfreundliche Transportmittel zu unterstützen.
Die aus den Forschungsarbeiten zum Projektionsbias hervorgehenden Erkenntnisse haben politische und wirtschaftliche Implikationen, insbesondere im Bereich der Umweltpolitik. Die Bewertung klimafreundlicher Maßnahmen und das langfristige Engagement für Veränderungen können durch den Projektionsbias beeinflusst werden.

## Wissenschaftliche Definition und Entwicklung
Der Projektionsbias wurde 2003 von den Forschern George Loewenstein, Ted O’Donoghue und Matthew Rabin erstmals in einem wissenschaftlichen Artikel beschrieben.
In ihrer Arbeit definierte die Forschergruppe den Begriff als eine systematische kognitive Verzerrung, die dazu führt, dass Menschen ihre gegenwärtigen Vorlieben und Emotionen in die Zukunft projizieren und dadurch Fehleinschätzungen über ihre zukünftigen Entscheidungen treffen.
Zur empirischen Untermauerung des Konzepts entwickelten die Autoren ein formales Modell, das mathematisch beschreibt, wie Individuen ihre zukünftigen Präferenzen systematisch falsch einschätzen. In ihrer Forschungsarbeit zeigen sie anhand verschiedener Beispiele, dass der Projektionsbias sowohl in wirtschaftlichen, sozialen als auch alltäglichen Kontexten auftritt.
Besonders deutlich wird dieser Effekt bei Konsumentscheidungen: Menschen neigen dazu, ihre kurzfristigen Bedürfnisse zu überschätzen und gleichzeitig langfristige Veränderungen in ihren Vorlieben zu unterschätzen. Dies kann dazu führen, dass sie beispielsweise weniger sparen als ursprünglich geplant oder langlebige Konsumgüter anschaffen, deren späteren Nutzen sie überschätzen.

## Theoretischer Hintergrund und Abgrenzung

### Begriffsdefinition und Funktionsweise
Unter dem Projektionsbias wird eine kognitive Verzerrung verstanden, die dazu führt, dass Menschen ihre gegenwärtigen Überzeugungen, Werte und Verhaltensweisen in die Zukunft projizieren. Dabei überschätzen Individuen, wie stark ihre zukünftigen Entscheidungen mit ihren aktuellen Präferenzen übereinstimmen werden. Diese Wahrnehmungsverzerrung kann dazu führen, dass Menschen kurzsichtige Entscheidungen treffen, weil sie nicht berücksichtigen, dass sich ihre Bedürfnisse oder Ansichten im Laufe der Zeit ändern könnten.

### Psychologische Mechanismen des Projektionsbias
Forschungsergebnisse zeigen, dass der Projektionsbias auf eine kognitive Verzerrung in der Wahrnehmung der eigenen Zukunft zurückzuführen ist. Menschen haben Schwierigkeiten, sich realistisch vorzustellen, wie ihre Emotionen, Gedanken und Verhaltensweisen in der Zukunft aussehen werden, und gehen häufig davon aus, dass sie sich in Zukunft genauso fühlen werden wie in der Gegenwart  und entsprechend gleich handeln. Ein zentrales Konzept in diesem Zusammenhang ist die Empathielücke gegenüber dem eigenen zukünftigen Selbst. Studien zeigen, dass Menschen dazu neigen, ihre aktuellen emotionalen Zustände als Referenzpunkt („Anker“) für zukünftige Entscheidungen zu verwenden. Solche Ankereffekte beeinflussen die Wahrnehmung von Normalität sowie die Erwartungshaltungen gegenüber dem eigenen Verhalten.
Loewenstein, O’Donoghue und Rabin beschreiben in ihrer Arbeit, dass der Projektionsbias entsteht, weil Menschen ihre aktuellen Emotionen und Gedanken als kognitiven Ausgangspunkt für ihre Zukunft verwenden. Diese Fehleinschätzung kann dazu führen, dass Individuen ihre zukünftigen Bedürfnisse, Vorlieben oder emotionalen Zustände systematisch falsch einschätzen.

### Abgrenzung zu anderen kognitiven Verzerrungen
Der Projektionsbias steht in Zusammenhang mit anderen kognitiven Verzerrungen. Beispielsweise kann er gemeinsam mit der Optimismusverzerrung auftreten, die dazu führt, dass Menschen zuversichtlich davon ausgehen, eine Beförderung oder Gehaltserhöhung zu erhalten. Der Projektionsbias verstärkt diese Annahme, indem er andere, in der Zukunft möglicherweise relevante Faktoren vernachlässigt, wie den Wunsch nach mehr Freizeit oder Veränderungen in der Gestaltung des Arbeitslebens.
Ein weiteres Beispiel ist die Streuungsverzerrung. Diese tritt auf, wenn Menschen große Mengen verschiedener Varianten eines Produkts einkaufen, um sich mehr Wahlfreiheit offenzuhalten. Der Projektionsbias kann dazu führen, dass sie ihre zukünftigen Vorlieben falsch einschätzen. So könnten beispielsweise mehrere Sorten Schokolade gekauft werden, ohne zu bedenken, dass sich die persönliche Geschmackspräferenz innerhalb weniger Wochen ändern könnte.
Der Projektionsbias kann somit im Zusammenspiel mit anderen kognitiven Verzerrungen zu Fehlentscheidungen führen, die nicht optimal auf spätere Situationen abgestimmt sind.

## Empirische Untersuchungen
Forschungsergebnisse legen nahe, dass sich der Projektionsbias systematisch auf die individuellen Vorlieben und Entscheidungen auswirken kann. Die Wahrnehmung von Nahrungsmitteln kann sich zum Beispiel je nachdem verändern, ob eine Person hungrig oder gesättigt ist. Der Mensch versteht zwar grundsätzlich, dass sich Vorlieben über die Zeit ändern, aber unterschätzt oft die Häufigkeit und das Ausmaß dieser Veränderungen. Untersuchungen zum Projektionsbias thematisieren häufig medizinische oder lebensverändernde Ereignisse, indem sie Vorhersagen über zukünftige Lebensqualität mit den tatsächlichen Berichten von Personen verglichen haben, die eine solche Veränderung erlebt haben. Außerdem gibt es experimentelle Studien zu kleinen Konsumentscheidungen, zum Beispiel im Bereich der Wetterabhängigkeit bei Kaufentscheidungen. Diese Daten zeigen, dass Menschen beim Kaufen von wetterabhängiger Kleidung oder Sportausrüstung stark von aktuellen Wetterlagen beeinflusst werden und ihre zukünftigen Bedürfnisse nicht realistisch einschätzen.

## Alltagsbeispiele
Ein typisches Beispiel für den Projektionsbias zeigt sich bei der Planung eines Urlaubs. Eine Person, die im kalten Winter eine Reise zu einer tropischen Insel bucht, stellt sich das warme Klima als angenehm vor und freut sich darauf, den kalten Temperaturen zu entkommen. Doch sobald der Sommer kommt und der Urlaub beginnt, wird deutlich, dass die tropische Hitze unangenehmer ist als erwartet. Der Grund für diese Fehleinschätzung liegt im Projektionsbias: Beim Buchen im Winter wurde das aktuelle Empfinden, das heißt das Erleben von Kälte, unbewusst in die Zukunft projiziert. Dadurch konnte sich die Person bei ihrer Urlaubsplanung im Winter nicht realistisch vorstellen, wie sich extreme Wärme tatsächlich anfühlen würde.
Ein häufiges Beispiel für den Projektionsbias zeigt sich im Zusammenhang mit Neujahrsvorsätzen. Viele Menschen schließen beispielsweise zu Beginn des Jahres mit hoher Motivation eine Mitgliedschaft im Fitnessstudio ab, weil sie sich langfristige Verhaltensänderungen vornehmen. Studien zeigen jedoch, dass viele dieser Mitglieder nach einiger Zeit das Fitnessstudio kaum noch nutzen. Der Projektionsbias führt dazu, dass Menschen ihre aktuelle Motivation in die Zukunft projizieren, ohne zu berücksichtigen, dass diese mit der Zeit abnehmen könnte. Dadurch überschätzen sie ihre langfristige Bereitschaft, regelmäßig zu trainieren.

## Einflussfaktoren auf den Projektionsbias

### Externe Umwelteinflüsse
Der Projektionsbias kann dadurch entstehen, dass Menschen die Auswirkungen externer Einflüsse auf ihre Entscheidungsfindung unterschätzen. Selbst unbewusste Umweltfaktoren können eine Rolle dabei spielen, wie Menschen ihre zukünftigen Bedürfnisse einschätzen. Dies zeigt sich beispielsweise in einer Studie, die belegt, dass Winterkleidung an kalten Tagen häufiger gekauft, aber an wärmeren Tagen mit höherer Wahrscheinlichkeit zurückgegeben wird.

### Fehleinschätzungen bei lebensverändernden Ereignissen
Ein weiteres Beispiel für den Projektionsbias ist die Überschätzung des langfristigen Einflusses bedeutender Lebensereignisse. Menschen neigen dazu, zu überschätzen, wie lange und wie stark Ereignisse ihre zukünftigen Emotionen beeinflussen werden. Dies zeigen beispielsweise Studien mit Lottogewinnern. Menschen erwarten häufig, dass der Gewinn ihr Glücksgefühl langfristig steigern wird. Untersuchungen zeigen jedoch, dass Personen, die durchschnittlich 480.000 US-Dollar gewonnen hatten, ein Jahr später nicht glücklicher waren als eine Vergleichsgruppe. Zudem berichteten die Gewinner über eine geringere Freude an alltäglichen Aktivitäten.

### Emotionale Zustände
Auch emotionale Zustände können den Projektionsbias verstärken, da Personen oft basierend auf ihren aktuellen Emotionen Entscheidungen für die Zukunft treffen. Besonders in intensiven Gefühlszuständen wird unterschätzt, wie stark Emotionen den Entscheidungsprozess beeinflussen. Ein Beispiel hierfür ist eine spontane Hochzeit nach kurzer Beziehungsdauer, die später bereut wird, sobald die emotionale Intensität und anfängliche Euphorie nachlässt.

## Anwendungsbereiche

### Projektionsbias in der Produktentwicklung
Da der Projektionsbias beeinflusst, wie Menschen ihre zukünftigen Vorlieben einschätzen, sollten sowohl Konsumenten als auch Produktentwickler mögliche Veränderungen dieser Präferenzen berücksichtigen. Ein Beispiel ist die Kaufentscheidung für langlebige Produkte. Der Projektionsbias kann dazu führen, dass Menschen ein Produkt in einem bestimmten Moment als besonders wertvoll einstufen, aber nicht berücksichtigen, dass sich ihre Bewertung im Laufe der Zeit verändern könnte. Beispielsweise könnten Personen, die für eine Winterwanderung eine wetterfeste Jacke kaufen, deren Nutzen als sehr groß einschätzen, aber nicht bedenken, dass sie im Alltag möglicherweise weniger praktisch ist. Der Projektionsbias tritt auch in der Produktentwicklung auf, sodass Designer und Entwickler oft überschätzen, wie stabil die Präferenzen der Konsumenten bleiben. Funktionen, die zunächst als hilfreich wahrgenommen werden – zum Beispiel tägliche Benachrichtigungen einer Sprachlern-App, die an das Üben erinnern sollen – können mit der Zeit als störend empfunden werden.

### Projektionsbias in der Medizin
Auch in medizinischen Entscheidungsprozessen spielt der Projektionsbias eine wichtige Rolle und kann sich über verschiedene Wege auf die Patientenversorgung auswirken. Die kognitive Verzerrung tritt vor allem in Situationen auf, in denen aktuelle emotionale oder physische Zustände zukünftige Entscheidungen beeinflussen. Beispielsweise neigen Patienten, die unter starken Schmerzen leiden, dazu, ihre zukünftigen Schmerzen zu überschätzen und fordern möglicherweise eine stärkere Schmerzlinderung als tatsächlich notwendig. Im Gegensatz dazu unterschätzen Personen, die aktuell schmerzfrei sind, häufig, wie belastend Schmerzen sein können, was sich auf ihre Behandlungsentscheidungen auswirken kann.
Auch im Zusammenhang mit chronischen Erkrankungen kann der Projektionsbias eine Rolle spielen. Patienten unterschätzen möglicherweise die langfristige Bedeutung präventiver Maßnahmen, vor allem  wenn sie aktuell keine Symptome haben. Dies kann dazu führen, dass notwendige medizinische Vorsorgemaßnahmen als weniger wichtig empfunden werden, was sich negativ auf die Therapietreue auswirken kann. Untersuchungen zeigen, dass Patienten mit Erkrankungen, die intermittierende Symptome verursachen, in beschwerdefreien Phasen oft ihre Behandlungsschemata vernachlässigen. Darüber hinaus kann der Projektionsbias Einfluss auf medizinische Entscheidungen am Lebensende haben. Studien zeigen, dass Menschen in gesunden Phasen eher dazu neigen, aggressive lebensverlängernde Maßnahmen abzulehnen, während sie in akuten Krankheitsphasen verstärkt solche Interventionen wünschen. Dies kann die Planung von Patientenverfügungen und die Entscheidungsfindung in der palliativen Versorgung erschweren.

## Strategien zur Vermeidung des Projektionsbias
- Bewusstsein für den Bias entwickeln: Der erste Schritt zur Vermeidung des Projektionsbias ist, sich bewusst zu machen, dass man möglicherweise von dieser kognitiven Verzerrung betroffen ist. Vor allem in Bereichen, in denen man über Fachwissen verfügt, besteht die Gefahr, dass eigene Erfahrungen und Annahmen unbewusst in die Zukunft projiziert werden und zukünftige Entscheidungen beeinflussen.
- Offen für neue Perspektiven bleiben: Die eigenen Methoden und Ansichten sind nicht zwangsläufig immer optimal – selbst dann nicht, wenn man in einem bestimmten Bereich über Expertise verfügt. Deshalb ist es wichtig, offen für alternative Ansätze zu bleiben und sich bewusst zu machen, dass Fachwissen und etablierte Praktiken sich ständig weiterentwickeln und verändern können.
- Aktives Zuhören praktizieren: Um den Projektionsbias zu vermeiden, ist es außerdem sinnvoll, in Diskussionen und Teamarbeiten darauf zu achten, anderen Personen aufmerksam zuzuhören und ihre Meinungen zu respektieren. Selbst wenn man einer Idee nicht zustimmt oder anderer Meinung ist, kann es hilfreich sein, die dahinterstehenden Argumente zu verstehen. Offene Kommunikation und ein respektvoller Austausch können neue Perspektiven eröffnen.
- Kritische Reflexion fördern: Ein weiterer Schritt ist die konstruktive Auseinandersetzung mit verschiedenen Sichtweisen. Dies kann dabei helfen, die eigenen Denkweisen zu hinterfragen und neue Perspektiven zu gewinnen. Sowohl für die persönliche Entwicklung als auch für die Qualität von getroffenen Entscheidungen kann das Heranziehen alternativer Ansätze und das Stellen kritischer Fragen von Vorteil sein.
- Verschiedene Lösungsansätze einbeziehen: Eine effektive Strategie zur Vermeidung des Projektionsbias ist die Betrachtung von Problemen aus unterschiedlichen Blickwinkeln. Die Kombination verschiedener Methoden und das Einbeziehen mehrerer Perspektiven können helfen, fundierte Entscheidungen zu treffen und zu besseren Ergebnissen zu gelangen.[14]